# 翁布雷森林
翁布雷森林（法語：Forêt d'Ombrée，法語發音：[fɔʁɛ dɔ̃bʁe]）是法国西部卢瓦尔河地区大区曼恩-卢瓦尔省的一片森林，位于瑟格雷以西12千米处，占地约1200公顷。